# (5885) Apeldoorn
(5885) Apeldoorn es un asteroide perteneciente al cinturón de asteroides, región del sistema solar que se encuentra entre las órbitas de Marte y Júpiter, descubierto el 30 de septiembre de 1973 por Cornelis Johannes van Houten en conjunto a su esposa también astrónoma Ingrid van Houten-Groeneveld y el astrónomo Tom Gehrels desde el Observatorio del Monte Palomar, Estados Unidos.

## Designación y nombre
Designado provisionalmente como 3137 T-2. Fue nombrado Apeldoorn en homenaje a Berend Caspar Jan Apeldoorn, astrónomo aficionado holandés, con motivo de su 50 cumpleaños. Desde 1961, se especializó en meteoros y meteoritos, observando meteoros tanto visual como fotográficamente. Ha escrito muchos artículos sobre astronomía para periódicos astronómicos y anuarios, así como para revistas y periódicos en general. Todavía hace importantes contribuciones a la popularización de la astronomía y es miembro de la Sección de Meteoritos de la Sociedad Holandesa de Meteorología y Astronomía.

## Características orbitales
Apeldoorn está situado a una distancia media del Sol de 3,119 ua, pudiendo alejarse hasta 3,274 ua y acercarse hasta 2,964 ua. Su excentricidad es 0,049 y la inclinación orbital 5,681 grados. Emplea 2012,34 días en completar una órbita alrededor del Sol.

## Características físicas
La magnitud absoluta de Apeldoorn es 12,2. Tiene 17,292 km de diámetro y su albedo se estima en 0,094. 